# Octavia Spencerová
Octavia Lenora Spencerová (* 25. května 1970 Montgomery, Alabama) je americká herečka.
Nejvýraznější rolí byla Minna Jacksonová ve filmu Černobílý svět z roku 2011, za který získala BAFTA Award, SAG Award, Critics' Choice Award, Oscara za nejlepší ženský herecký výkon ve vedlejší roli a Zlatý glóbus za nejlepší ženský herecký výkon ve vedlejší roli. Dále se objevila ve filmech Get on Up, Frutivale a v seriálu Red Band Society. V roce 2015 se objevila v pokračování filmu Divergence Rezistence a v roce 2016 propůjčila svůj hlas do filmu Zootropolis: Město zvířata.

## Životopis
Narodila se v Montgomery v Alabamě, má šest sourozenců. Její matka (1945-1988) pracovala jako služebná. Odmaturovala na Jafferson Davis High School v roce 1988 a poté strávila dva roky na Aubrun University, kde studovala drama a získala titul v umění.

## Kariéra
V devatenácti letech pracovala jako stážistka na natáčení filmu The Long Walk Home, ve kterém hrála Whoopi Goldberg.
Filmový debut přišel s rolí zdravotní sestřičky ve filmu Čas zabíjet v roce 1995. Dále se objevila ve filmech jako: Nepolíbená (1999), Agent v sukni (2000), Spider-Man (2002), Santa je úchyl! (2003), Rande s celebritou (2004). Jako host se objevila v několika seriálech: Pohotovost, Dharma a Greg, Teorie velkého třesku, Kouzelníci z Waverly. Ztvárnila role Serenity Johnsonové v seriálu Halfway Home a Constance Gradyové v seriálu Ošklivka Betty.
V roce 2003 se poprvé objevila na divadelních prknech v Los Angeles ve hře The Trials and Tribulations of a Trailer Trash Housewife.
V roce 2008 se objevila jako Kate ve filmu Sedm životů. Časopis Entertainment Weekly ji zařadil mezi 25 nejzábavnějších hereček. V srpnu 2010 se připojila k obsazení filmu Černobílý svět, kde získala roli dobrosrdečné služky Minny. Za roli získala ocenění: BAFTA Award, SAG Award, Critics' Choice Award, Oscara za nejlepší ženský herecký výkon ve vedlejší roli a Zlatý glóbus za nejlepší ženský herecký výkon ve vedlejší roli.
V roce 2013 se objevila po boku Michael B. Jordana ve filmu Frutivale. V září 2013 si znovu zahrála ve filmu režiséra Tateho Taylora ve filmu Get On Up - Příběh Jamese Browna, který měl premiéru v roce 2014. Od září 2014 do února 2015 hrála v televizním seriálu Stevena Spielberga Red Band Society.
V roce 2014 si zahrála po boku Kevina Costnera ve filmu Black and White a zahrála si v druhém filmu série Divergent Rezistence, který měl premiéru 20. března 2015. V roce 2016 si zahrála po boku Taraji P. Henson a Janelle Monáe ve filmu Skrytá čísla. Za roli Dorothy Vaughan získala nominace na Zlatý glóbus, SAG Awards a Oscara. V roce 2017 si zahrála po boku Sally Hawkins ve filmu Tvář vody. Za roli získala nominaci na Zlatý glóbus, cenu BAFTA a Oscara.

## Filmografie

### Film
| Rok  | Název                                     | Role                      | Note(s) |
| ---- | ----------------------------------------- | ------------------------- | --- |
| 1996 | Čas zabíjet                               | Roarkova zdravotní sestra | |
| 1997 | Správná trefa                             | Nativity Watson           | |
| 1997 | Tři muži v Las Vegas                      | Wanda                     | |
| 1999 | Nepolíbená                                | Cynthia                   | |
| 1999 | V kůži Johna Malkoviche                   | Žena ve výtahu            | |
| 1999 | Modrý blesk                               | Shawna                    | |
| 2000 | Ztráty a nálezy                           | Zdravotní sestra          | |
| 2000 | Everything Put Together                   | Zdravotní sestra          | |
| 2000 | Život panny                               | Agnes Large               | |
| 2000 | Z jaké jsi planety?                       | Zdravotní sestra          | |
| 2000 | Auto Motives                              | Rhonda                    | |
| 2000 | Agent v sukni                             | Twila                     | |
| 2000 | Zabijácká partie                          | Číšnice                   | |
| 2001 | Sol Goode                                 | Nezaměstnaná žena         | |
| 2001 | The Journeyman                            | Black Belly               | |
| 2002 | Spider-Man                                |                           | |
| 2003 | Pravá blondýnka 2                         | Ochránce                  | |
| 2003 | S.W.A.T.                                  | Sousedka v Alley          | |
| 2003 | Chicken Party                             | Laqueta Mills             | |
| 2003 | Santa je úchyl!                           | Opal                      | |
| 2004 | Rande s celebritou                        | Janine                    | |
| 2004 | Přeskočit všechna pravidla                | Stylistka                 | |
| 2005 | Coach Carter                              | Paní Battle               | |
| 2005 | Svádění                                   | Žena                      | |
| 2005 | Škola tance a šarmu                       | Ayisha Lebaron            | |
| 2005 | Slečna Drsňák 2: Ještě drsnější           | Octavia – Bookstore       | |
| 2005 | Salon krásy                               | Zákazník                  | |
| 2005 | Wannabe                                   | Lady Chanet Janney Jones  | |
| 2006 | Puls                                      | Landlady                  | |
| 2007 | Devítky                                   | Streetwalker              | |
| 2008 | Next of Kin                               | Grace                     | |
| 2008 | Pretty Ugly People                        | Mary                      | |
| 2008 | The Spleenectomy                          | Zdravotní sestra          | |
| 2008 | Sedm životů                               | Kate (Zdravotní sestra)   | |
| 2009 | Love At First Hiccup                      | Paní Hambrick             | |
| 2009 | Stáhni mě do pekla                        | Pracovnice v bance        | |
| 2009 | Jesus People: The Movie                   | Angel Angelique           | |
| 2009 | Sólista                                   | Žena v nesnázích          | |
| 2009 | Právě Peck                                | Učitelka                  | |
| 2009 | Halloween II                              | Sestra Daniels            | |
| 2009 | Herpes Boy                                | Rochelle                  | |
| 2009 | Small Town Saturday Night                 | Rhonda Dooley             | |
| 2010 | Blbec k večeři                            | Madam Nora                | |
| 2011 | Černobílý svět                            | Minny Jackson             | African American Film Critics Association Award v kategorii Nejlepší herečka ve vedlejší roli Alliance of Women Film Journalists Award v kategorii Nejlepší herečka ve vedlejší roli Awards Circuit Community Award v kategorii Nejlepší obsazení BAFTA Award v kategorii Nejlepší herečka ve vedlejší roli Black Film Critics Circle v kategorii Nejlepší herečka ve vedlejší roli Black Film Critics Circle v kategorii Nejlepší obsazení Black Reel Award v kategorii Nejlepší herečka ve vedlejší roli Black Reel Award v kategorii Nejlepší obsazení Broadcast Film Critics Association Award v kategorii Nejlepší herečka ve vedlejší roli Broadcast Film Critics Association Award v kategorii Nejlepší obsazení Gold Derby Film Award v kategorii Nejlepší herečka ve vedlejší roli Gold Derby Film Award v kategorii Nejlepší obsazení Hollywood Film Festival Award v kategorii Nejlepší obsazení NAACP Image Award v kategorii Nejlepší herečka ve vedlejší roli National Board of Review Award v kategorii Nejlepší obsazení Nevada Film Critics Society v kategorii Nejlepší obsazení Oklahoma Film Critics Circle Award v kategorii Nejlepší herečka ve vedlejší roli Oscar v kategorii Nejlepší herečka ve vedlejší roli Palm Springs International Film Festival Award v kategorii Průlomové vystoupení Satellite Award v kategorii Nejlepší obsazení Screen Actors Guild Award v kategorii Nejlepší obsazení Screen Actors Guild Award v kategorii Nejlepší herečka ve vedlejší roli Southeastern Film Critics Association Award v kategorii Nejlepší obsazení Washington D.C. Area Film Critics Association Award v kategorii Nejlepší herečka ve vedlejší roli Women Film Critics Circle v kategorii Nejlepší obsazení Zlatý Glóbus v kategorii Nejlepší herečka ve vedlejší roli Nominace – Alliance of Women Film Journalists Award v kategorii Nejlepší obsazení Nominace – Alliance of Women Film Journalists Award v kategorii Nezapomenoutelný moment Nominace– Awards Circuit Community Award v kategorii Nejlepší herečka ve vedlejší roli Nominace – Black Reel Award v kategorii Průlomové vystoupení Nominace – Chicago Film Critics Association Award v kategorii Nejlepší herečka ve vedlejší roli Nominace – Dallas-Fort Worth Film Critics Association Award v kategorii Nejlepší herečka ve vedlejší roli Nominace – Detroit Film Critics Society Award v kategorii Nejlepší herečka ve vedlejší roli Nominace – Detroit Film Critics Society Award v kategorii Nejlepší obsazení Nominace – Houston Film Critics Award v kategorii Nejlepší herečka ve vedlejší roli Nominace – Las Vegas Film Critics Society Award v kategorii Nejlepší herečka ve vedlejší roli Nominace – London Film Critics Circle Award v kategorii Nejlepší herečka ve vedlejší roli Nominace– MTV Movie Award v kategorii Nejlepší duo na plátně Nominace – Phoenix Film Critics Society Award v kategorii Nejlepší herečka ve vedlejší roli Nominace – San Diego Film Critics Society Awards v kategorii Nejlepší obsazení Nominace – Satellite Award v kategorii Nejlepší herečka ve vedlejší roli ve filmu Nominace – St. Louis Gateway Film Critics Association Award Satellite Award v kategorii Nejlepší herečka ve vedlejší roli v Nominace – Washington D.C. Area Film Critics Association Award v kategorii Nejlepší obsazení |
| 2011 | Peep World                                | Allison                   | |
| 2011 | Flypaper                                  | Madge Wiggins             | |
| 2012 | Na mol                                    | Jenny                     | |
| 2013 | Fruitvale                                 | Wanda                     | |
| 2013 | Ledová archa                              | Tanya                     | Nominace– Black Reel Award v kategorii Nejlepší herečka ve vedlejší roli |
| 2013 | Hříšná cesta do ráje                      | Loray                     | |
| 2014 | Get On Up - Příběh Jamese Browna          | Teta Honey                | African-American Film Critics Association Awardv kategorii Nejlepší obsazení Nominace– Black Reel Award v kategorii Nejlepší obsazení Nominace – NAACP Image Award v kategorii Nejlepší herečka ve vedlejší roli ve filmu |
| 2015 | Black or White                            | Rowena Jeffers            | African-American Film Critics Association Award v kategorii Nejlepší herečka ve vedlejší roli |
| 2015 | Rezistence                                | Johanna Reyes             | |
| 2015 | Otcové a dcery                            | Dr. Korman                | |
| 2015 | Skvělá Gilly Hopkinsová                   | paní Harrisová            | |
| 2016 | The Free World                            | Linda Workman             | |
| 2016 | Santa je pořád úchyl                      | Opal                      | |
| 2016 | Skrytá čísla                              | Dorothy Vaughan           | African-American Film Critics Association Award v kategorii Nejlepší obsazení National Board of Review Award v kategorii nejlepší obsazení Palm Springs International Film Festival – Ocenění v kategorii nejlepší obsazení San Diego Film Critics Society Award kategorii nejlepší obsazení Satellite Award v kategorii nejlepší obsazení Screen Actors Guild Award v kategorii nejlepší obsazení nominace – Alliance of Women Film Journalist Award v kategorii nejlepší herečka ve vedlejší roli nominace – Critics' Choice Movie Award v kategorii nejlepší obsazení nominace – Houston Film Critics Society Award v kategorii nejlepší herečka ve vedlejší roli nominace – Satellite Award v kategorii nejlepší herečka ve vedlejší roli nominace – Zlatý glóbus v kategorii nejlepší herečka ve vedlejší roli – film čeká se – Black Reel Award v kategorii nejlepší obsazení nominace – NAACP Award v kategorii nejlepší herečka ve vedlejší roli – film nominace – Screen Actors Guild Award v kategorii nejlepší herečka ve vedlejší roli |
| 2016 | Aliance                                   | Johanna Reyes             | |
| 2016 | Zootropolis: Město zvířat                 | paní Vydrová (hlas)       | |
| 2017 | Velký dar                                 | Roberta Taylor            | nominace – NAACP Awards v kategorii herečka v hlavní roli |
| 2017 | Chatrč                                    | Papa                      | |
| 2017 | Tvář vody                                 | Zelda Fuller              | nominace – Cena Saturn nominace – Critics' Choice Movie Awards v kategorii nejlepší herečka ve vedlejší roli nominace – Dallas-Fort Worth Film Critics Association v kategorii nejlepší herečka ve vedlejší roli nominace – Filmová cena Britské akademie v kategorii nejlepší herečka ve vedlejší roli nominace – Gold Derby Film Awards v kategorii nejlepší herečka ve vedlejší roli a nejlepší obsazení nominace – Houston Film Critics Society Awards v kategorii nejlepší herečka ve vedlejší roli nominace – Los Angeles Online Film Critics Society v kategorii nejlepší herečka ve vedlejší roli nominace – North Texas Film Critics Association Awards v kategorii nejlepší herečka ve vedlejší roli nominace – Oscar v kategorii nejlepší herečka ve vedlejší roli nominace – Phoenix Film Critics Society Awards v kategorii nejlepší herečka ve vedlejší roli nominace – St. Louis Gateway Film Critics Association Awards v kategorii nejlepší herečka ve vedlejší roli nominace – Zlatý glóbus v kategorii nejlepší herečka ve vedlejší roli |
| 2018 | B.O.O.: Bureau of Otherworldly Operations | Kapitán Book (hlas)       | |
| 2018 | Najednou jsme rodina                      | Karen                     | |
| 2018 | Náš Jake                                  | Judy                      | |
| 2019 | Luce                                      | Harriet Wilson            | |
| 2019 | Máma                                      | Sue Anna Ellington        | také výkonná producentka |
| 2020 | Dolittle                                  | Dab-dab (hlas)            | |
| 2020 | Čarodějnice                               | Agatha Hansen / Babička   | |
| 2020 | Superintelligence                         | Samu sebe (hlas)          | |
| 2020 | Frčíme                                    | Manticore (hlas)          | |
| 2021 | Thunder Force                             | Emily Stanton             | |

### Televize
| Rok        | Název                                        | Role                          | Poznámky                                 |
| ---------- | -------------------------------------------- | ----------------------------- | ---------------------------------------- |
| 1998       | Pohotovost                                   | Maria Jones                   | díl: „Hazed and Confused“                |
| 1999       | Lansky                                       | Evelyn – služebná             | TV film                                  |
| 1999       | Akta X                                       | Zdravotní sestra              | díl: „Milennium“                         |
| 2000       | Malcolm v nesnázích                          | Pokladní                      | díl: „High School Play“                  |
| 2000       | Otcova muka                                  | Elegantní host                | TV film                                  |
| 2001       | Jdi za svou hvězdou                          | Hildy                         | TV film                                  |
| 2002       | Malý John                                    | Servnírka                     | TV film                                  |
| 2005       | Medium                                       | Soudce                        | díl: „Judge, Jury and Executioner“       |
| 2006–07    | The Minor Accomplishments of Jackie Woodman  | Cheryl                        | 4 díly                                   |
| 2007       | Halfway Home                                 | Serenity Johnson              | 10 dílů                                  |
| 2007       | Ošklivka Betty                               | Constance Grady               | 5 dílů                                   |
| 2008       | Teorie velkého třesku                        | Octavia                       | díl: „The Euclid Alternative“            |
| 2008       | Kriminálka Las Vegas                         | Sherry                        | díl: „Drops' Out“                        |
| 2008       | Faux Baby                                    | Robyn                         | díl: „Valley of the Fauxs“               |
| 2008       | Kouzelníci z Waverly                         | Doktorka Evilini              | 2 díly                                   |
| 2009       | Můj nejhorší týden                           | Zdravotní sestra              | díl: „The Epidural“                      |
| 2009       | Dům loutek                                   | Profesorka Jackie             | díl: „Echoes“                            |
| 2009       | Raising the Bar                              | Arvina Watkins                | 5 dílů                                   |
| 2010       | Hawthorne                                    | Emily Tomkins                 | díl: „Afterglow“                         |
| 2013       | Studio 30 Rock                               | Samu sebe                     | díl: „Game Over“                         |
| 2013       | Pět příběhů šílenství                        | Doktorka Nance                | TV film                                  |
| 2013–      | Máma                                         | Regina                        | 5 dílů                                   |
| 2013       | Americký táta                                | Shonteeva (hlas)              | díl: „For Black Eyes Only“               |
| 2014–15    | Red Band Society                             | Zdravotní sestra Dena Jackson | hlavní role, 13 dílů                     |
| 2015       | Drunk History                                | Harriet Tubman                | díl: „Spies“                             |
| 2017       | Saturday Night Live                          | Samu sebe                     | díl: „Octavia Spencer/Father John Misty“ |
| 2018       | Black-ish                                    | Samu sebe                     | díl: „Black History Month“               |
| 2019–dosud | Truth Be Told                                | Poppy Parnell                 | také výkonná producentka                 |
| 2020       | Vypracovaná: Podle života Madam C. J. Walker | Madam C. J. Walker            | hlavní role, také výkonná producentka    |